# Valantia aprica
Valantia aprica là một loài thực vật có hoa trong họ Thiến thảo. Loài này được (Sibth. & Sm.) Boiss. & Heldr. miêu tả khoa học đầu tiên năm 1849.